# Henrys Fork
El río Henrys Fork, o ramal de Henrys, es un corto río de montaña de los Estados Unidos, un afluente del río Snake que discurre por el sureste de Idaho. También se le conoce a veces como el ramal Norte del Río Snake (North Fork of the Snake River). Tiene una longitud  aproximada de 204 km, drena una cuenca de 8320 km² y su caudal medio anual, medido cerca de Rexburg por el United States Geological Survey (USGS), es de 59,4 m³/s, con un caudal máximo diario registrado de 2240 m³/s, y un mínimo de 5,18 m³/s.
El río honra la memoria de Andrew Henry, que entró por primera vez siendo trampero en la meseta del río Snake en 1810. Empleado por la Missouri Fur Company, construyó Fort Henry en el curso superior del río Snake, cerca de la actual localidad de St. Anthony (3542 hab. en 2010), pero abandonó este primer puesto comercial estadounidense al oeste de la divisoria continental de América en la primavera siguiente.

## Fuentes

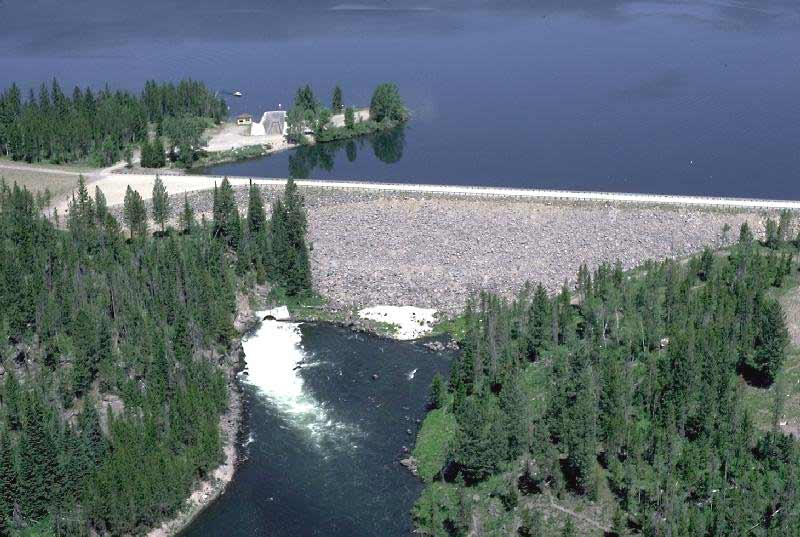
El embalse de Island Park

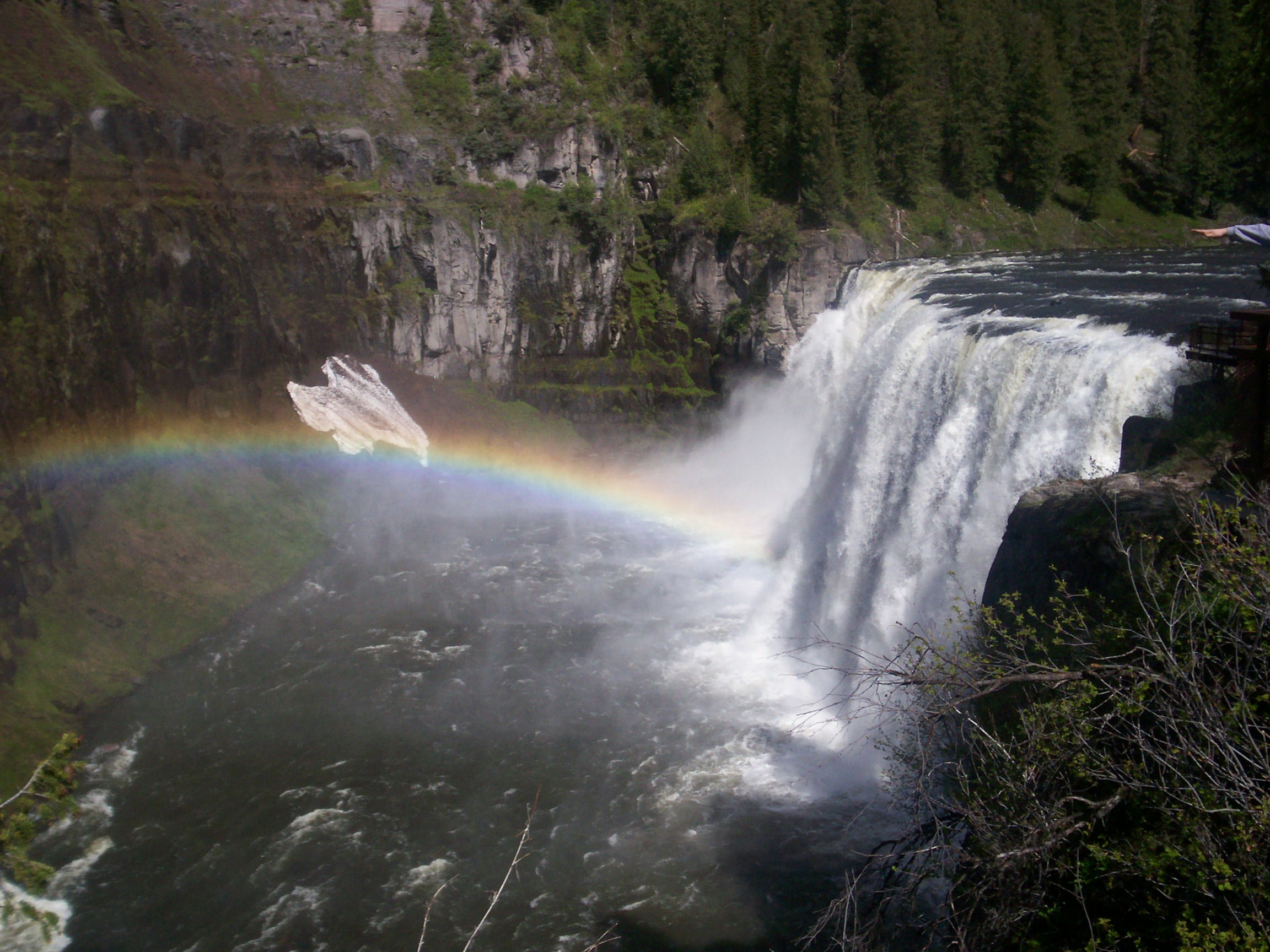
Las cataratas de Upper Mesa Falls

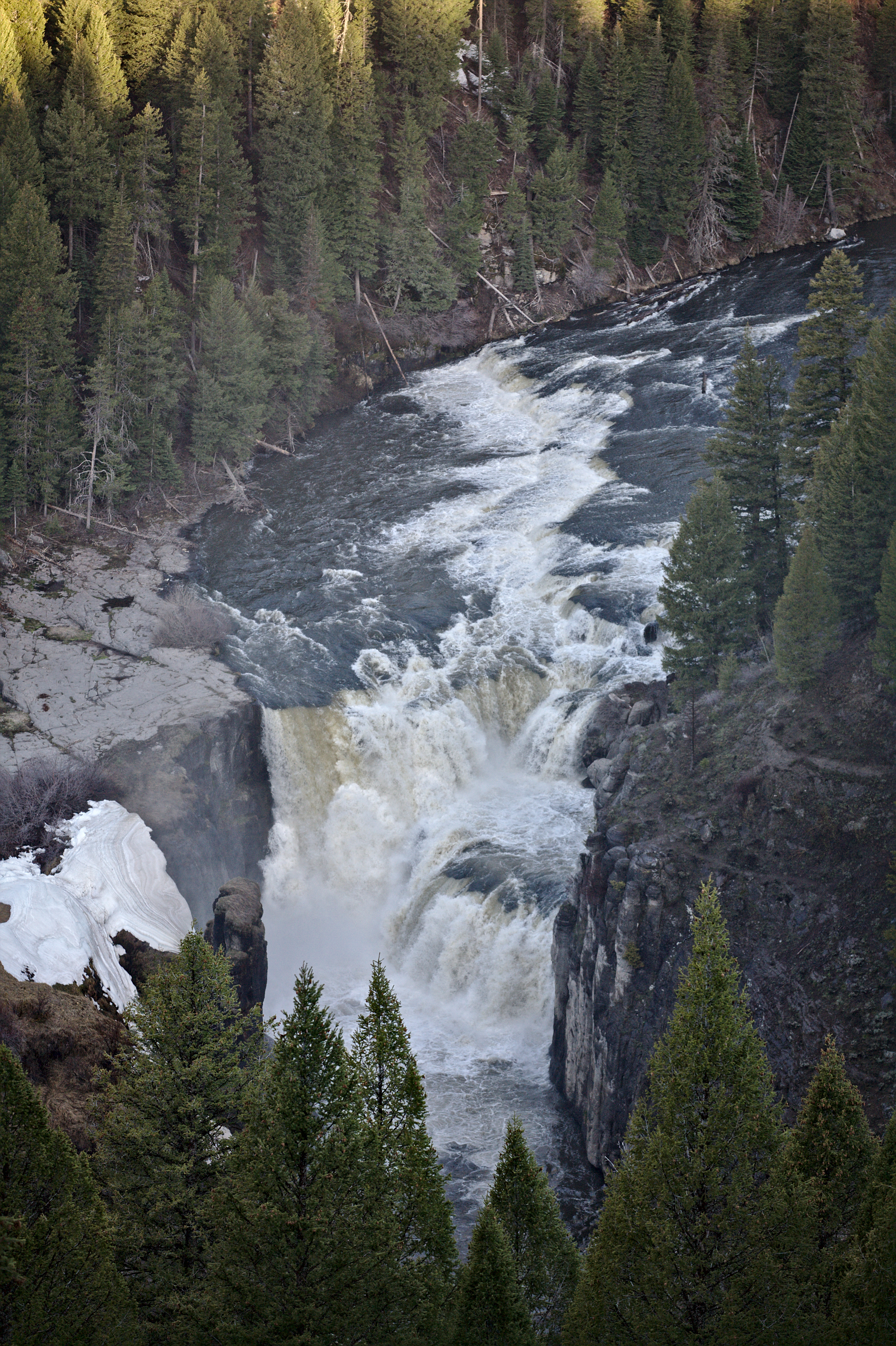
Las cataratas de Lower Mesa Falls

## Ecología del río
El nivel del lago Henrys está regulado mediante una presa que deriva un importante caudal para el riego durante el verano. Al final de la temporada, cuando las cantidades utilizadas disminuyen al llegar un tiempo más fresco, se libera en la corriente principal más agua lo que permite que los peces se desplacen río arriba desde la parte inferior del río. The Nature Conservancy  patrocina una estación de aprendizaje cerca de la salida del emisario.
Al sur del lago, en Big Springs, cerca de 1900 m³ de agua fluyen cada día en el río a una temperatura constante de 11 °C. El río fluye hacia el sur a través de una alta meseta en el norte del condado de Fremont, en un curso típico de un río de llanura, con muchos y sinuosos meandros, además de importantes curvas. Atraviesa el bosque nacional Caribou-Targhee y pasa a través del embalse de Island Park (construido en 1937-1939). Emerge del embalse y fluye a través de un cañón que se abre en una amplia y llana pradera, en la Island Park Caldera, en el centro del condado de Fremont. El río fluye lentamente junto a la ciudad de Island Park, atravesanso el Parque Estatal Harriman, también conocido como Railroad Ranch.
Después el río desciende rápidamente cuando se acerca a la pared de la caldera Henry's Fork, fluyendo sobre las cataratas Upper Mesa (de 35 m) y las Lower Mesa Falls (de 20 m). Sale del área montañosa y se adentra en la meseta del Río Snake, cerca de Ashton (1127 hab. en 2010). Fluye después en dirección al suroeste a través de la llanura, más allá de St. Anthony (3542 hab. en 2010), y se divide en varios canales en un amplio delta interior al norte de la ciudad de Rexburg (25 484 hab. en 2010). Recibe al río Teton —de 131 km y con una cuenca de 2927 km²— que le abroda desde el este, aproximadamente a 8,0 km al oeste de Rexburg. Se une finalmente al río Snake desde el noreste a unos 16 km al suroeste de Rexburg, justo por debajo de 1463 m.
El embalse de Island Park (Island Park Reservoir), un componente del Proyecto Minidoka, se utiliza para el riego en la meseta del Río Snake. Su drenaje ofrece una de las pesquerías de trucha arco iris más importantes en Idaho en términos de hábitat, poblaciones de peces y pescadores. El tramo del río entre el lago Henrys y Big Springs es una importante área de desove de la trucha y está vedado a la pesca. Henrys Fork ha sido conocido durante mucho tiempo por su excelente pesca, especialmente por su pesca con mosca seca. Bing Lempke, un fontanero de la cercana Idaho Falls, fue considerado como el decano local de la pesca, hasta que murió en 1990.